# New York-i főegyházmegye
A New York-i érseki tartománynak nyolc szuffragán egyházmegyéje van: a Albanyi, a  Brooklyni, a Buffalói, az Ogdensburgi, a Rochesteri, a Rockville Centre-i és a Syracuse-i egyházmegye.

## Érsekek és püspökök

### New York-i püspökök
1. R. Luke Concanen (1808–1810)
2. John Connolly (1814–1825)
3. John Dubois (1826–1842)
4. John Hughes (1842–1850; koadjutor püspök 1837–1842), érseki rangra emelve 
 - John McCloskey (koadjutor 1843–1847), appointed, Albanyi kinevezett püspök; ; 1864-ben érsekként tért vissza.

### New York-i érsekek
1. John Hughes (1850–1864)
2. John McCloskey (1864–1885) (bíboros, 1875)
3. Michael Corrigan (1885–1902; koadjutor érsek 1880–1885)
4. John Farley (1902–1918)
5. Patrick Hayes (1919–1938)
6. Francis Spellman (1939–1967) 
 - James Francis McIntyre (koadjutor 1946–1948), kinevezett Los Angeles-i érsek 
 - John Joseph Maguire (koadjutor 1965–1980), nem volt öröklési joga
7. Terence Cooke (1968–1983)
8. John O’Connor (1984–2000)
9. Edward Egan (2000–2009)
10. Timothy Dolan (2009–hivatalban)

## Szomszédos egyházmegyék
- Newarki római katolikus főegyházmegye (nyugat)
- Patersoni egyházmegye (nyugat)
- Scrantoni egyházmegye (nyugat)
- Albanyi római katolikus egyházmegye (észak)
- Hartfordi főegyházmegye (északkelet)
- Bridgeporti egyházmegye (kelet)
- Rockville Centre-i egyházmegye (délkelet)
- Brooklyni egyházmegye (délkelet)